# Zawadka Morochowska

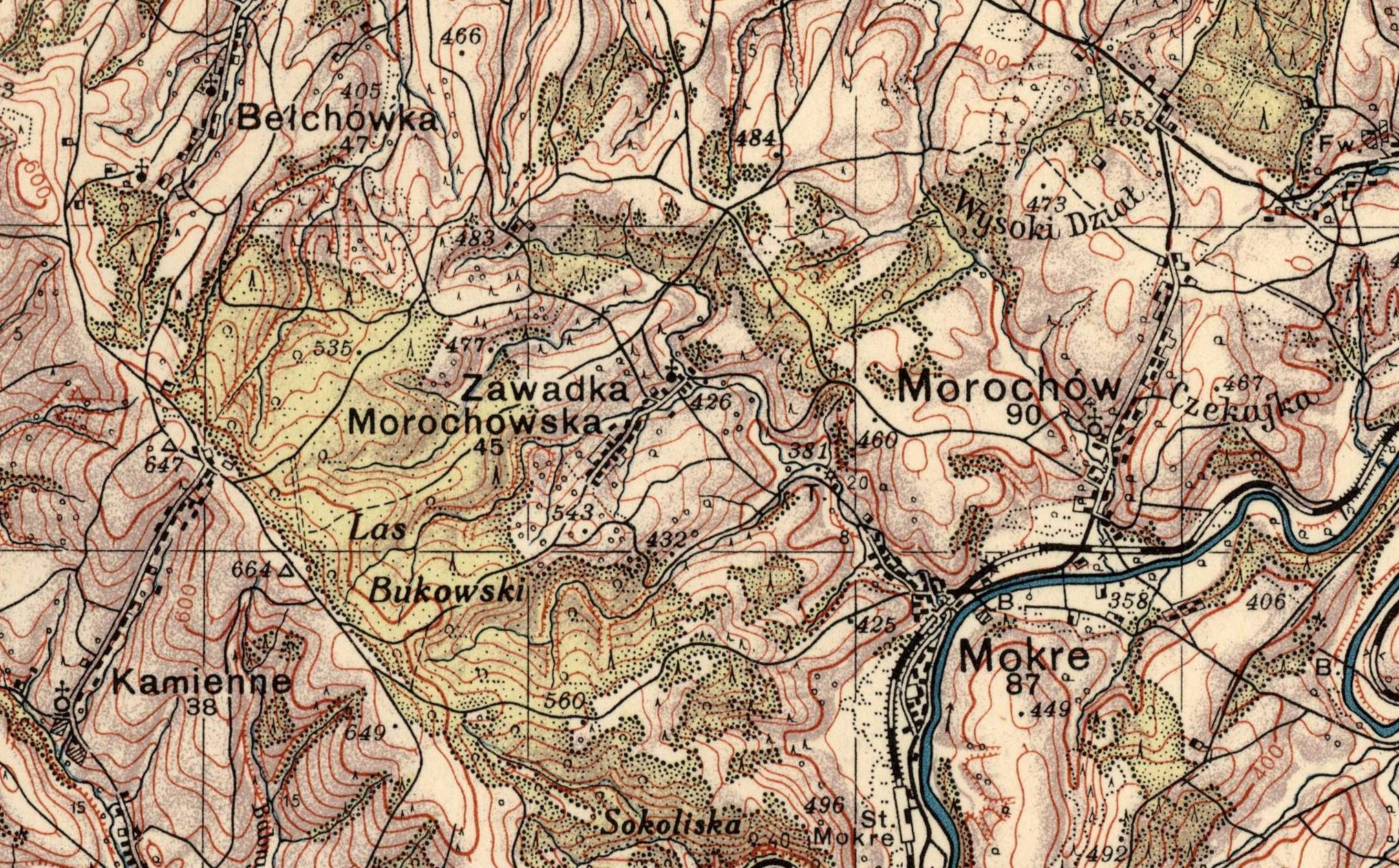
Zawadka Morochowska na mapie Wojskowego Instytutu Geograficznego z 1938 roku

Zawadka Morochowska (w latach 1977–1981 Zawadka) – nieistniejąca od 1946 roku wieś, położona w Polsce w województwie podkarpackim, w powiecie sanockim, w gminie Zagórz, graniczy z Morochowem.

## Historia
W połowie XIX wieku właścicielami posiadłości tabularnej w Zawadce byli spadkobiercy Liskowackiego. W 1904 dobra ziemskie we wsi posiadał Artur Goldhammer. W 1911 właścicielem tabularnym był Felicjan Rodkiewicz, posiadający 13 ha.
Po zakończeniu II wojny światowej żołnierze Ludowego Wojska Polskiego w kilku dokonanych tu pacyfikacjach zamordowali kilkudziesięciu mieszkańców tej wsi, w tym również kobiety i dzieci.

## Powstanie i położenie wsi
Pierwsza wzmianka o wsi pochodzi z roku 1567, lokowana jako jedna z ostatnich na prawie wołoskim. Do 1772 ziemia sanocka, woj. ruskie. Do 1914 starostwo powiatowe w Sanoku, gmina Bukowsko. Na starych mapach widnieje również jako Zawadka Bukowska (1878).

## Wieś i jej mieszkańcy
Wieś położona była w dolinie nad potokiem Boroniec, który dzielił ją na dwie części połączone mostem. Otoczona była z trzech stron lasem i zamieszkana głównie przez społeczność łemkowską.
W roku 1785 wiejskie ziemie obejmowały 5,78 km² i zamieszkiwało ją 160 grekokatolików i 8 Żydów. W kolejnych latach liczba zamieszkałych we wsi grekokatolików wynosiła:
- 1840 r. – 156
- 1859 r. – 131
- 1879 r. – 164
- 1899 r. – 203
- 1926 r. – 473
- 1936 r. – 328[7]

Pod koniec XIX wieku było tu 37 numerów domów i 202 mieszkańców, 109 mężczyzn i 96 kobiet z czego 181 grekokatolików, 11 rzymskich katolików i 13 izraelitów. Na mapie WIG 1:25 000 wydanej w 1936 r. oznaczono, że we wsi znajdowało się 45 gospodarstw, ze wspomnień byłych mieszkańców wynika natomiast, że w 1939 r. gospodarstw było już 49.
Do I wojny światowej znajdował się w niej dwór, należący prawdopodobnie do właściciela wsi Morochów, Antoniego Lisowieckiego.
We wsi funkcjonowała ukraińska szkoła zbudowana przez mieszkańców na krótko przed wybuchem II wojny światowej (prawdopodobnie jedyny murowany budynek we wsi).
1 września 1943 r. do szkoły uczęszczało 55 uczniów, których uczyła Maria Padoch.
Działało towarzystwo „Ridnoj Szkoły”.
We wsi znajdowała się drewniana filialna cerkiew greckokatolicka, należąca do parafii Morochów, zbudowana w 1870 r. (według innych źródeł w 1856 r. ), obok cerkwi znajdował się cmentarz. Zawadka posiadała też karczmę. Wszelkie budynki (z wyjątkiem szkoły) były zapewne drewniane, budowane na kamienno-ceglanych podmurówkach. Cegły na podmurówkę pochodziły głównie z cegielni „Zasław”.
Ze względu na marną i kamienistą ziemię wieś była biedna, a jej mieszkańcy dorabiali sprzedażą wyrobów z drewna np. łyżki, cebrzyki.
Mieszkańcy dość licznie emigrowali za pracą do Ameryki.
Jak wspominają mieszkańcy wieś żyła w zgodzie, wspólnie pracując i świętując. Poprawnie też układały się stosunki z mieszkańcami sąsiednich miejscowości, a szczególnie z Mokrem i Morochowem, z których to mieszkańcami byli niejednokrotnie skoligaceni.
Z braku odpowiednich źródeł trudno ocenić stosunek ukraińskich mieszkańców do Polaków. Szczątkowo zachowane akta przedwojennego starostwa oraz powiatowej komendy Policji Państwowej w Sanoku nie wskazują, by w samej Zawadce czy w okolicy działały przed wojną komórki Organizacji Ukraińskich Nacjonalistów. Pośrednio świadczyło o tym również to, że w czasie największej akcji OUN w lecie 1930 r. nie przeprowadzono na tym terenie żadnych akcji.
Dzięki temu, że Zawadka Morochowska leżała na uboczu z dala od głównych dróg, okres wojny mieszkańcy przeżyli spokojnie aż do 1944 roku, gdy Niemcy okrążyli wieś i spalili prawie wszystkie zabudowania. Ocalały wtedy tylko cerkiew i dwa budynki. Spalenie wsi było odwetem za udzielenie pomocy partyzantom. Niemcy chcieli rozstrzelać mieszkańców, jednak Anna Masluch w ostatniej chwili zdołała przekonać oficera niemieckiego, że nie współpracują z partyzantką. Skończyło się na pobiciu mężczyzn.
Trudno dzisiaj ustalić, czy Zawadka w tym konkretnym przypadku udzieliła wsparcia partyzantom.
Według relacji w lipcu 1944 r. we wsi krótko przebywał jakiś oddział partyzancki, natomiast w sierpniu w nocy z 5 na 6 bądź z 8 na 9 tr. we wsi lub w jej pobliżu przebywał oddział Armii Krajowej o kryptonimie OP-23 kierowany przez Adama Winogradzkiego „Korwina".
Po spaleniu wsi mieszkańcy mieszkali w szałasach i ziemiankach. Do końca wojny nie wszyscy zdołali odbudować domy.
Po przejściu frontu część mężczyzn z Zawadki została wcielona do Armii Czerwonej. Niestety nie wszyscy powrócili, zginął np. Wasyl Biłas, natomiast Iwan Biłas, który szczęśliwie przeszedł cały szlak bojowy i powrócił po wojnie do Zawadki, został zabity przez żołnierzy Wojska Polskiego w czasie jednej z pacyfikacji wsi w 1946 roku.
Według danych Zarządu Gminy Szczawne w styczniu 1945 r. w Zawadce mieszkało 425 Ukraińców. W przeciwieństwie do zdecydowanej większości innych wsi w gminie, nie odnotowano, by mieszkali w niej Polacy. W kolejnym zestawieniu z lipca tegoż roku wykazano już tylko 261 ukraińskich mieszkańców (177 dorosłych i 84 dzieci do osiemnastego roku życia). Sąsiednie wsie również były zamieszkane w przeważającej większości przez ludność ukraińską: Karlików, Mokre, Morochów, Płonna, Kamienne, Wysoczany, Kożuszne, Bełchówka, polskimi wsiami były Niebieszczany oraz Bukowsko. Na ogólną liczbę 5874 mieszkańców gminy Szczawne miało być tylko 124 Polaków.

## Religia i wyznawcy
Nieistniejąca cerkiew greckokatolicka pw. Ofiarowania Pańskiego, wybudowana ok. 1856 należąca do Eparchii przemyskiej, od 1934 pod kuratelą Apostolskiej Administracji Łemkowszczyzny. Cerkiew była filią parafii greckokatolickiej pw. Ofiarowania Pańskiego w Morochowie. Zniszczona podczas działań zbrojnych na przełomie 1945/1946. Ruiny cerkwi rozebrano na początku roku 1950.

## Zbrodnie w Zawadce Morochowskiej
Oddziały Ludowego Wojska Polskiego w dniach 25 stycznia, 28 marca i 13 kwietnia 1946 popełniły na ukraińskiej ludności wsi masowe zbrodnie.